# Джефферсоны (Южный Парк)
Джефферсоны (англ. The Jeffersons) — 7 эпизод 8 сезона (№ 117) сериала «Южный парк», его премьера состоялась 21 апреля 2004 года. В эпизоде затрагивается проблема взаимоотношений детей и родителей, высмеиваются нравы полиции США и освещаются скандалы вокруг американского певца Майкла Джексона, который предстает в эпизоде под фамилией «Джефферсон».

## Сюжет
В городе поселяется богатая семья Джефферсонов (отец и сын). Сын по имени Блэнкет (англ. Blanket), по просьбе отца постоянно носящий маску, приглашает Стэна, Кайла, Кенни и Эрика поиграть у него дома, чуть позже ребята зовут играть к Джефферсонам своих одноклассников. Дома у Джефферсонов обнаруживается масса игрушек и игровых автоматов, во дворе — детская железная дорога и иные забавы, характерные для детских парков. Все ребята, особенно Картман, не могут сдержать свой восторг от развлечений, представленных дома у Блэнкета и его отца, который играется наравне с ребятами. Картман особенно сильно усердствует в комплиментах мистеру Джефферсону, называет его своим лучшим другом, причём видно, что Эрик искренен. Джефферсон в ответ называет своим лучшим другом Картмана.
Рэнди и Шерон организуют дружеский ужин со Сточами и Брофловскими. Услышав рассказ Стэна, приглашают также и Джефферсонов.
Ночью в комнату Стэна залазит мистер Джефферсон в костюме Питера Пэна, объясняя, что он от кого-то прячется. Следом в комнату врывается Картман, ревнующий своего нового друга. Затем приходит Кайл, ведя за руку потерявшегося Блэнкета. Они все остаются ночевать в кровати Стэна.
Сержант Ейтц и его коллеги заинтересовались новым жителем Южного Парка, так как он богатый афроамериканец, а все американские полицейские испытывают не поддающуюся разумному объяснению потребность подставлять и сажать богатых афроамериканцев. Ейтц и Харрисон организуют засаду в доме Джефферсонов, один офицер подкладывает наркотики, другой разбрызгивает на его обувь кровь, третий подкладывает в туалете волосы изнасилованной девушки.
На следующее утро Марши, застав Джефферсона с мальчишками в постели, обвиняют его в педофилии, но Джефферсон уверяет их, что не трогал детей и уходит с Блэнкетом, отдав Маршам по 100 долларов. Шерон просит мальчиков больше не ходить к Джефферсону, Стэн и Кайл соглашаются, но Картман считает подозрения Шерон необоснованными.
Джефферсон с сыном возвращаются домой. Ейтц и его люди уже готовы его задержать, однако, Джефферсон случайно роняет игрушечный меч, и Ейтц видит, что Джефферсон не афроамериканец. Ейтц спешно отменяет операцию по его задержанию и обвиняет Харрисона, что тот невнимательно просмотрел личное дело Джефферсона.
В доме Джефферсонов Блэнкет расстроен, что лишился возможности играть со Стэном, Кайлом и Кенни, но отец решает развлечь его, в шутку «отрывая» ему нос. Блэнкет успокаивается, улыбается, пытается в ответ «оторвать» нос отцу, но шутка оборачивается ужасом: нос Джефферсона отрывается по-настоящему.
Сержант Ейтц, пытаясь разобраться в том, почему человек, отмеченный в личном деле как афроамериканец, выглядит белым. Он звонит в полицию Санта-Барбары. Там ему рассказывают, что Джефферсон на самом деле чёрный. Ейтц с коллегами вновь приезжает к дому Джефферсона, планируя арестовать его, но встретившийся им там Картман убеждает полицейских не делать этого.

## Смерть Кенни
Мистер Джефферсон очень неосторожно играет со своим сыном, подвергая того смертельной опасности. Чтобы спасти Блэнкета, дети решают временно посадить вместо него Кенни в той же маске (Стэн говорит мимоходом: «Наконец-то ты хоть для чего-то пригодишься», намекая на уменьшившуюся роль Кенни в 7-8 сезонах сериала). Когда мистер Джефферсон находит Кенни, он начинает подбрасывать его и в конце концов насмерть ударяет головой о потолок. Следует отметить, что это один из трёх случаев в сериале, когда Кенни говорит без парки, закрывающей рот, и один из трёх — когда он умирает без парки на голове (если считать финал «Большого, длинного и необрезанного»). После этого, Стэн традиционно кричит: «Господи, он убил Кенни!», а Кайл отвечает: «Сволочь!».

## Отзывы
Официальный обзор Amazon.com отметил Майкла Джексона, изображенного в эпизоде Джефферсоны «не как растлителя, а как инфантильного родителя, который должен сам вырасти прежде чем воспитывать детей». Англоязычный журнал Максим заметил, что Майкл Джексон, показанный в виде мистера Джефферсона, похож на фрика. Джон Галлахер в своей рецензии для The National Board написал, что этот эпизод был довольно забавной пародией на Майкла Джексона.

## Факты
- Хотя в соответствии с производственной нумерацией этот эпизод был выпущен позже «Goobacks», в эфир он вышел раньше, 117-м эпизодом.
- Майкл Джексон действительно заставлял детей носить маски[4][5].
- Однажды, демонстрируя своим фанатам на улице своего третьего сына, Принса, Майкл Джексон немного пошатнулся, и многим показалось, что Майкл едва не уронил его[6].
- В начале серии в одном из игровых автоматов в доме виден лягушонок Клайд.
- На русском канале 2x2 серия транслировалась 24 июня 2009 года, за день до смерти Джексона.
- Красный костюм Джефферсона в финале напоминает костюм, в котором Майкл Джексон снимался в фильме «Thriller».
- В переводе MTV сына Майкла Джексона зовут «Вуалька», что является вольным переводом слова blanket (англ. одеяло, покрывало, плед, покров, попона, простыня, одеяльце).
- Блэнкет в эпизоде говорил друзьям, что он третий сын Джефферсона, и что у него есть брат и сестра, живущие с матерью — это намёк на первых двух детей Майкла Джексона — Принса Майкла Джексона I и Пэрис Джексон, которые остались с матерью Дэбби Роу после её развода с певцом. Соответственно, сам Блэнкет — это Принс Майкл Джексон II, который действительно имел прозвище Blanket и который был выведен в пробирке и выношен суррогатной матерью, о чём говорится и в эпизоде.